# Jussy (Yonne)
Jussy es una localidad y comuna francesa situada en la región de Borgoña, departamento de Yonne, en el distrito de Auxerre y cantón de Coulanges-la-Vineuse.

## Demografía
| 495 | 560 | 577 | 540 | 491 | 476 | 510 | 508 | 506 | 504 | 481 | 475 | 461 | 438 | 437 | 407 | 391 | 328 | 329 | 331 | 289 | 298 | 260 | 229 | 247 | 284 | 288 | 289 | 302 | 363 | 404 | 445 | 444 |
| Para los censos de 1962 a 1999 la población legal corresponde a la población sin duplicidades (Fuente: INSEE [Consultar]) |     |     |     |     |     |     |     |     |     |     |     |     |     |     |     |     |     |     |     |     |     |     |     |     |     |     |     |     |     |     |     |     |